# Mabel McConnell FitzGerald
Mabel Washington Fitzgerald (Dublino, 4 luglio 1884 – Dublino, 24 aprile 1958) è stata la moglie dell'ex ministro degli esteri irlandese e attivista Desmond FitzGerald e madre del primo ministro (Taoiseach) Garret FitzGerald. Ha partecipato alla Rivolta di Pasqua nel 1916 e alla Guerra d'indipendenza irlandese.

## Biografia
Mabel Mcconnell FitzGerald nacque il 4 luglio 1884 e fu chiamata Mabel Washington McConnell, suo nome di battesimo. Era la figlia di John McConnell, un venditore di whisky a Belfast, e di sua moglie, Margaret Neill. Ha studiato al Victoria College Belfast e nel 1906 ha conseguito il Bachelor of Arts presso la Queen's University Belfast. Ha sviluppato il suo atteggiamento nei confronti delle questioni repubblicane, dei diritti delle donne e del socialismo e di sua sorella Eilis nel suo tempo trascorso al Bananas College. Aveva un forte desiderio irlandese. Era membro dell'Unione sociale e politica delle donne, di Sinn Féin e della Lega gaelica.